# Фрахтовая тонна
Фрахтовая тонна — единица измерения размера фрахта, то есть платы владельцу транспортных средств за предоставленные им услуги по перевозке грузов или пассажиров. В зависимости от вида груза во фрахтовых тоннах оценивается либо его объём, либо его вес.
- 1 фрахтовая тонна для тяжёлых, малообъёмных грузов = 1 английской тонне = 2240 торговым фунтам = ровно 1016,0469088 килограмм.

- 1 фрахтовая тонна (англ. freight ton) для лёгких, объёмных грузов = 40 кубических футов = 1,12 м³.